# Lorentz Niklas Söderhielm
Lorentz Niklas Söderhielm, född 2 oktober 1690 på Stora Vede i Follingbo socken, död 29 september 1760 på Ängelsbergs bruk, Västervåla socken, var en svensk militär och brukspatron.

## Föräldrar och utbildning
Lorentz Niklas Söderhielm föddes som son till häradshövdingen Lars Malmén, adlad med namnet Söderhielm, och hans hustru Catharina Ferner. Han blev student vid Uppsala universitet 1706.

## Militär karriär
Söderhielm blev volontär vid fortifikationen 1708, konduktör där 1709, kapten vid Upplands tremänningsinfanteriregemente 1712, sekundkapten vid Dalregementet 1714 och premiärkapten 1716. År 1716 deltog Söderhielm i stormningen av Fredrikshald. På grund av skador, som han ådragit sig under fälttåget, begärde och erhöll han avsked samma år.

## Karriär
Efter avskedet slog sig Söderhielm ned på Norns bruk i Hedemora socken. Han hade 1715 gift sig med Alleta Maria Cederberg och därigenom blivit delägare i bruket, som i slutet av 1600-talet inköpts av svärfadern Peter Cederberg. År 1735 inköpte han återstoden av bruket av sin svåger, överstelöjtnanten Eric Cederberg. På Norns bruk vistades Söderhielm tills han omkring 1730 flyttade till Ängelsbergs bruk, som han köpt 1728. Under hans ledning genomgick Ängelsberg en betydande utveckling. Till denna bidrog även yttre omständigheter, vilka särskilt vid 1700-talets mitt främjade järnhanteringen. 
Söderhielm själv innehade under sin tid vid bruket en dominerande ställning i Västervåla sockens offentliga och ekonomiska angelägenheter, vilka han styrde under patriarkaliska former. Förutom Norns bruk och Engelsbergs bruk ägde Söderhielm även Tolvfors bruk i Valbo och Hille socknar samt ett flertal masugnar och hammare med underliggande egendomar. År 1750 erhöll Söderhielm överstelöjtnants grad. 
Vid sin död innehade en Söderhielm en förmögenhet som uppgick till nära 1 1/2 miljon daler kopparmynt. I 2022 års penningvärde motsvarade detta cirka 5 600 000 kr.

## Familj
Söderhielm gifte sig med Alleta Maria Cederberg år 1715. Flera av deras barn ingick äktenskap med framstående svenska män. Bland dem märks dottern Gertrud Charlotta, kallad "Charlotte" Söderhielm, som var gift med Axel Fredrik Cronstedt, upptäckaren av grundämnet nickel. En annan dotter, Magdalena Elisabeth, känd som "Lona Lisa" Söderhielm, tog över ansvaret som brukspatron vid familjens bruk efter sin makes bortgång.
Genom en av sina döttrar var han anfader till Gustaf Mannerheim, som var Finlands riksföreståndare 1918–1919 och president 1944–1946.